# Myosoton aquaticum
Céraiste aquatique
Espèce
Classification APG III (2009)
Le Céraiste aquatique ou la Stellaire aquatique (Myosoton aquaticum) est une plante vivace herbacée du genre Myosoton et de la famille des Caryophyllaceae.

## Synonymes
- Malachium aquaticum (L.) Fr.
- Alsine aquatica (L.) Britt.
- Cerastium aquaticum L.
- Stellaria aquatica (L.) Scop.

## Description
Ressemble superficiellement au Mouron des oiseaux (Stellaria media) mais nettement plus vigoureux.
Tiges rampantes et dressées, glabres dans le bas, pubescentes dans le haut et pouvant atteindre 90 cm de haut. Feuilles ovales, aiguës, à bords ondulés, les supérieures sessiles et les inférieures pétiolées. Fleurs grandes, aux pétales blancs profondément divisés, souvent une fois et demie plus longs que les sépales verts. Styles 5 et étamines 10.

## Écologie
Plante des milieux humides : bords des étangs, des cours d'eau, terrains exondés, fossés.
Floraison de juin à octobre.
Comme d'autres stellaires (ex : Stellaria media), elle peut être hyperaccumulatrice du Cadmium

## Espèce ressemblante
- Stellaria nemorum : la Stellaire des bois
- Stellaria media : le Mouron blanc

## Littérature
Jean-Jacques Rousseau indique qu'il en trouva à Ménilmontant dans la Deuxième Promenade de son écrit Les Rêveries du promeneur solitaire.